# Klein Salamon
Klein Salamon (Miskolc, 1845. szeptember 26. – Budapest, 1937. április 12.) magyar orvosdoktor, szemészorvos.

## Életpályája
Szülei Klein Sámuel és Friedmann Cecília voltak. A bécsi egyetemen tanulta az orvosi tudományokat; 1870-ben orvosdoktorrá avatták. 1875-től mint szemorvos működött Bécsben, ahol több évig másodorvos volt a Jäger tanár osztályában (1872–1875). Ezután Ludwig Mauthner (1840–1894) asszisztenseként dolgozott a poliklinikán. 1883-ban magántanárnak habilitáltatta magát a bécsi egyetemen és a nyári hónapokban Badenben is praktizált. 1902-ben rendkívüli címzetes professzori címet kapott. 1914-ben a bécsi egyetem docensévé nevezték ki. 1924-ben lemondott a kórházi praxisról.
Cikkei a magyar orvosok és természetvizsgálók Munkálataiban, a többi cikke többnyire a Graefe Archivjában és a Wiener medicin. Presseben jelentek meg. Munkatársa volt az Eulenburg Real-Encyclopädiájának.
Sírja a Kozma utcai izraelita temetőben található.

## Művei
- Der Augenspiegel und seine Anwendung bei der praktischen Medizin (1876)
- Augenspiegel-Studien bei Geisteskranken (Bécs, 1877)
- Habilitationsarbeit über Retinis paralytica
- Lehrbuch der Augenheilkunde (Bécs, 1879; 2. kiadás: Bécs, 1881)
- Das Auge und seine Diätetik (1882)
- Grundriß der Augenheilkunde (Bécs, 1886)
- Die mechanische Behandlung der Augenkrankheiten, In: Anton Bum, Handbuch der Massage (1896)
- Die syphilitischen Augenkrankheiten, In: J. Neumann, Syphilis, In: Spezielle Pathologie und Therapie, herausgegeben von Hermann Nothnagel, Band 23, (1896), S. 653 ff., 2. Auflage (1899)
- Beziehungen zwischen Augenkrankheiten und Balneotherapie (1900)
- Klinische Beiträge zur Lehre von der Strömungsrichtung und Resorption des Vorderkammerinhaltes (1913)

## Fordítás
- Ez a szócikk részben vagy egészben  a   Salomon Klein című német Wikipédia-szócikk ezen változatának fordításán alapul.  Az eredeti cikk szerkesztőit annak laptörténete sorolja fel. Ez a jelzés csupán a megfogalmazás eredetét és a szerzői jogokat jelzi, nem szolgál a cikkben szereplő információk forrásmegjelöléseként.